# Bathyaltum
Bathyaltum is een geslacht van weekdieren uit de klasse van de Gastropoda (slakken).

## Soort
- Bathyaltum wareni Haszprunar, 2011